# Once Upon a Time (Donna Summer-album)
A Once Upon a Time Donna Summer amerikai énekesnő hatodik albuma, amely 1977-ben jelent meg. Producer: Giorgio Moroder és Pete Bellotte. A felvételek a müncheni Musicland Studiosban készültek. A Once Upon a Time Donna Summer első dupla albuma, amely – a korábbi LP-khez hasonlóan – meghatározott koncepció szerint készült. A téma azonban már nem a szerelem: egy modern Hamupipőke-történetről van szó, diszkózenében előadva. Úgy is mondhatnánk, ez az album igazából egy discomusical. Ezt a megállapítást támasztja alá egyrészt a belső borító, melyre a dalszövegeket úgy nyomtatták, mint egy librettót, másrészt a lemezoldalak számozása: A, B, C és D oldalak helyett Első felvonás, Második felvonás, Harmadik Felvonás és Negyedik Felvonás elnevezéssel jelölték a lemezoldalakat. Noha nem ez volt Donna Summer legsikeresebb albuma, diszkókirálynői és komoly előadóművészi státusát egyaránt megerősítette. A Sweet Romance című dal egy részletét a rapper Black Rob felhasználta a By A Stranger című felvételén.

## A dalok

### Első felvonás
1. Once Upon a Time  – 4:02
2. Faster and Faster to Nowhere  – 3:34
3. Fairy Tale High  – 4:25
4. Say Something Nice  – 4:44

### Második felvonás
1. Now I Need You  – 6:09
2. Working the Midnight Shift  – 5:07
3. Queen for A Day  – 5:59

### Harmadik felvonás
1. If You Got It Flaunt It  – 4:43
2. A Man Like You  – 3:34
3. Sweet Romance  – 4:31
4. (Theme) Once Upon a Time  – 0:48
5. Dance Into My Life  – 4:10

### Negyedik felvonás
1. Rumour Has It  – 4:57
2. I Love You  – 4:43
3. Happily Ever After  – 3:51
4. (Theme) Once Upon a Time  – 1:42

## Közreműködők
- Edo Zanki, Gitta Walther  Jerry Rix, Judy Cheeks, Lucy O'Neale (háttérvokál)
- Bob Esty (háttérvokál, billentyűs hangszerek, ütős hangszerek, hangmérnök)
- Allen Hawkshaw (billentyűs hangszerek)
- Pete Bellotte, Bob Conti, Josef Spector (ütős hangszerek)
- Giorgio Moroder (szintetizátor)
- Dan Wyman (szintetizátorprogramozó, Moog)
- Geoff Bastow, Mats Björklund (gitár)
- Les Hurdle (basszusgitár)
- Benny Gebauer, Cap Etienne, Hanus Berka, Herman Breuer, Jef Coolen, Lee Harper, Rick Blanc (fúvós hangszerek)
- Dino Solera (fúvós hangszerek, szaxofonszóló)
- Keith Forsey (dobok, ütős hangszerek)
- Gerhard Vates (hangmérnök)
- Juergen „Quantity” Koeppers (hangmérnök, keverés)
- Allen Zentz (maszterelés)
- Giorgio Moroder, Pete Bellotte (producer)
- Donna Summer, Joyce Bogart, Susan Munao (koncepció)
- Gribbitt, Stephen Lume (design)
- Francesco Scavullo (fotó)

## Különböző kiadások

### LP
- 1977 Casablanca Records (NBLP 7078, Egyesült Államok, Kanada)
- 1977 Casablanca Records (CALD 5003, Egyesült Államok)
- 1977 Casablanca Records (NB 7038, NSZK)
- 1977 Atlantic (ATL 60 132, Egyesült Államok)
- 1977 Atlantic (60 132, Franciaország)
- 1977 Ariola (25142-XD, Spanyolország)

### Kazetta
- 1977 Casablanca Records (NBL5 7078)

### CD
- 1987 Casablanca Records (826 238-2 M-1)

## Kimásolt kislemezek

### 7"
- 1977 I Love You / Once Upon a Time (Casablanca Records, CAN 114, Anglia)
- 1977 I Love You / Once Upon a Time (Casablanca Records, NB 907, Egyesült Államok)
- 1977 Rumour Has It / Once Upon a Time (Casablanca Records, NB 916, Egyesült Államok)
- 1977 Rumour Has It / Once Upon a Time (Bellaphon, BF 18580, NSZK)
- 1978 MacArthur Park / Once Upon a Time (Philips, 6175 004, Hollandia)
- 1978 MacArthur Park / Once Upon a Time (Casablanca Records, CAN 131, Anglia)
- 1978 MacArthur Park / Once Upon a Time (Bellaphon, BF 18626, NSZK)

### 12"
- 1977 Rumour Has It / I Love You (NBD 20112 DJ, Egyesült Államok, dupla „A” oldalas promóciós lemez)
- 1977 Fairy Tale High / Now I Need You / Working the Midnight Shift / Queen for A Day / Rumour Has It / I Love You / Happily Ever After (Casablanca Records, NBD 20110-2 DJ, Egyesült Államok, dupla „A” oldalas promóciós lemez)

## Az album slágerlistás helyezései
Anglia: Legmagasabb pozíció: 24. hely

Egyesült Államok, pop: Legmagasabb pozíció: 16. hely

Egyesült Államok, R&B: Legmagasabb pozíció: 13. hely

Japán: Legmagasabb pozíció: 31. hely

Norvégia: 1977. Az 52. héttől 9 hétig. Legmagasabb pozíció: 9. hely

## Kislemezek
- Once Upon a Time

Japán: Legmagasabb pozíció: 64. hely
- Rumour Has It

Anglia: 1978. február. Legmagasabb pozíció: 19. hely

Egyesült Államok, dance: Legmagasabb pozíció: 1. hely

Egyesült Államok, pop: Legmagasabb pozíció: 53. hely

Egyesült Államok, R&B: Legmagasabb pozíció: 21. hely

Hollandia: Legmagasabb pozíció: 22. hely

NSZK: Legmagasabb pozíció: 21. hely
- I Love You

Anglia: 1977. december. Legmagasabb pozíció: 10. hely

Egyesült Államok, dance: Legmagasabb pozíció: 1. hely

Egyesült Államok, pop: Legmagasabb pozíció: 37. hely

Egyesült Államok, R&B: Legmagasabb pozíció: 28. hely

Hollandia: Legmagasabb pozíció: 6. hely

Írország: Legmagasabb pozíció: 16. hely

Norvégia: 1978. A 9. héttől 1 hétig. Legmagasabb pozíció: 10. hely
- Fairy Tale High
- Faster and Faster to Nowhere

## Külső hivatkozások
- Dalszöveg: Once Upon a Time
- Dalszöveg: Faster and Faster to Nowhere
- Dalszöveg: Fairy Tale High
- Dalszöveg: Say Something Nice
- Dalszöveg: Now I Need You
- Dalszöveg: Working the Midnight Shift
- Dalszöveg: Queen for A Day
- Dalszöveg: If You Got It, Flaunt It
- Dalszöveg: A Man Like You
- Dalszöveg: Sweet Romance
- Dalszöveg: Dance Into My Life
- Dalszöveg: Rumour Has It
- Dalszöveg: I Love You
- Dalszöveg: Happily Ever After
- Videó: Once Upon a Time
- Videó: Faster and Faster to Nowhere (remix)
- Videó: Fairy Tale High
- Videó: Rumour Has It (remix)